# Sixten Jernberg
Sixten Jernberg (n. 6 februarie 1929, Q10561939⁠(d), Comitatul Dalarna, Suedia – d. 14 iulie 2012, Q10561936⁠(d), Comitatul Dalarna, Suedia) a fost un schior de fond ce a reprezentat Suedia, medaliat olimpic. A participat la 3 ediții ale Jocurilor Olimpice (1956, 1960, 1964) în care a câștigat două medalii de aur, 3 medalii de argint și o medalie de bronz.